# Dioctria nakanensis
Dioctria nakanensis là một loài ruồi trong họ Asilidae. Dioctria nakanensis được Matsumura miêu tả năm 1916. Loài này phân bố ở vùng Cổ Bắc giới và châu Á.